# Celia Giraldo
Celia Giraldo (Cornellà de Llobregat, 1995) és una cineasta catalana.

## Primers anys
Va néixer a Cornellà de Llobregat en 1995. Es va graduar en 2018 a l'Escola Superior de Cinema i Audiovisuals de Catalunya (ESCAC) en l'especialitat de direcció cinematogràfica, amb el curtmetratge Te busco en todos.

## Carrera
Va ser una de les onze persones codirectores de La filla d'algú (2019), llargmetratge tutelat per Sergi Pérez i estrenat al Festival de Màlaga. Ha codirigit diversos episodis de la premiada sèrie televisiva Això no és Suècia (2023).
En 2022 va rodar Un lugar común, el seu primer llargmetratge, que es va desenvolupar en el marc del programa opera prima de l'ESCAC. Aquesta pel·lícula es va estrenar al D'A Film Festival Barcelona l'abril de 2024. A partir d'aquí s'ha projectat en altres mostres, com a l'obertura de la 38a  Mostra de Cinema i Dones de Pamplona.

## Filmografia
- Un lugar común (pel·lícula, ESCAC Films, 2024).[9]
- Això no és Suècia (sèrie de televisió, 2023).[10]
- Videoclip de la cançó de Rigoberta Bandini i Amaia "Así bailaba" (2022).[11][12]
- Va dando el tiempo (curtmetratge documental, 2019).[13]
- Te busco en todos (curtmetratge, 2019).[14]
- La filla d'algú (codirigit, 2019).[3]